# Birth of a Cynic
Birth Of A Cynic é o primeiro lançamento independente da banda de metal alternativo, 8stops7. Foi produzido por Paul Lani & Paul Yered e lançado por Elephant Ear Records. O lançamento original tinha capa em preto e branco, enquanto uma reedição teve capa a cores.
Quatro de suas músicas foram regravadas e inseridas no álbum de maior sucesso da banda, In Moderation que foi lançado por Warner Bros. Records/Reprise Records.

## Lista de Faixas
1. "Doubt"
2. "Fate"
3. "Esteem" *
4. "Not Alive" *
5. "Long Distance"
6. "Wider" *
7. "Wait I Swear"
8. "What's The Big Idea"
9. "Weekend"
10. "Disappear"
11. "Forget" *

(Asteriscos indicam as canções que foram regravadas e incluídas no álbum seguinte da banda)